# Derek Kitchen
Derek Kitchen là một chính khách người Mỹ đến từ Thành phố Salt Lake, Utah. Ông là thành viên của Thượng viện Utah đại diện cho quận 2 thượng viện Utah, và trước đây là Ủy viên Hội đồng thành phố Salt Lake đại diện cho Hội đồng quận 4.

## Giáo dục và sự nghiệp
Kitchen tốt nghiệp năm 2013 với bằng cử nhân khoa học chính trị tại Đại học Utah.
Kitchen và bạn đời của ông, Moudi Sbeity, đã mở Laziz Food vào năm 2012 để cung cấp thực phẩm Lebanon cho các cửa hàng tạp hóa địa phương và Chợ Nông dân ở Thành phố Salt Lake. Đó là vào năm 2016 họ đã mở Laziz Kitchen, một nhà hàng Lebanon ở trung tâm thành phố. Laziz Kitchen hợp tác với Ủy ban Cứu hộ Quốc tế (IRC) để thuê người tị nạn và người Mỹ mới từ Iraq và Syria.